# ティッピーブルー
ティッピーブルーは東京ディズニーシーのアメリカンウォーターフロントにあるショーレストラン「マイフレンドダッフィー」に登場するかもめのキャラクター。
マイフレンドダッフィーのショーの進行を進めるほか、ポストマンとしても活躍している。

## プロフィール
- 名前：ティッピー・ブルー
- 特徴：かもめの男の子で、ケープコッドのポストマン
- 性格：あわてんぼう
- 好きな食べ物：（おそらく）ニシン
- 登場のきっかけ：シェリーメイを作るきっかけとなった「ダッフィーのお手紙」を沖で見つけて、ミニーの元に届けた。